# 新栄プロダクション
株式会社新栄プロダクション（しんえいプロダクション、英文社名；Shinei Prodution CO., LTD）は、東京都台東区に本社を置く日本の芸能プロダクション。

## 沿革
- 1958年10月 - 西川幸男が「西川興行社」として創業[1]。演歌を中心とした歌手が多数所属している芸能プロダクションである。
- 1985年 - 西川幸男は会長職に退き、息子であり演歌歌手の西川賢（芸名：山田太郎）が代表取締役社長に就任。

## 概要
関連会社の「シンエイV（ファイブ）株式会社」は、西川賢の息子・西川剛が代表取締役を務めている。また、株式会社バーニングプロダクションの代表取締役である周防郁雄は、過去に新栄プロダクションの従業員として働いていた事がある。

## 所属タレント
※2020年9月現在

### 歌手
- 山田太郎
- 新川二朗 業務提携
- 西尾夕紀 業務提携
- マコティック 業務提携

## かつて所属していたタレント
- 岩城徳栄
- 大木伸夫
- 大月みやこ
- 尾形大作
- カルーセル麻紀
- 北島三郎
- 北村優子
- 木村友衛
- 小松みどり
- 桜たまこ
- さくらまや - 元シンエイV所属
- 五月みどり
- スコッチ
- 中村冨士夫
- 中村麻里子 - 元シンエイV所属、元AKB48
- 西川峰子
- 江梨奈マヤ
- 新田純一
- 藤圭子
- 細川たかし
- 村田英雄
- 山口信也

## 関連会社
- 新栄音楽出版株式会社
- シンエイV株式会社